# Dariusz Sęk
Dariusz Sęk (ur. 22 lipca 1986 w Tarnowie, znany jest również pod przydomkiem Sęku) – polski bokser, wielokrotny medalista mistrzostw Polski. W czerwcu 2011 zdobył pas mistrza świata federacji TWBA w kategorii półciężkiej po pokonaniu w Ostrowcu Świętokrzyskim Gruzina Sandro Siproshviliego. W lipcu 2015 na gali w Monachium zdobył regionalny pas WBC EPBC wagi półciężkiej.
Uprawianie boksu rozpoczął w wieku 13 lat. Jest wychowankiem klubu bokserskiego Polskiego Towarzystwa Boksu w Tarnowie oraz Polskiego Towarzystwa Boksu „Tiger Tarnów”.